# Rhododendron igneum
Rhododendron igneum là một loài thực vật có hoa trong họ Thạch nam. Loài này được Cowan miêu tả khoa học đầu tiên năm 1937.